# Топоровцы (Черновицкая область)
Топоро́вцы (укр. Топорівці) — село в Черновицком районе Черновицкой области Украины. Административный центр Топоровской сельской общины.
До 2020 года входило в Новоселицкий район.
Первые упоминания о поселении датируются 1412 годом в грамоте молдавского князя (по другим версиям в 1461 году).
Население по переписи 2001 года составляло 4425 человек.

## Известные люди
- Николайчук, Ольга Петровна (род. 1969) — советская и украинская спортсменка; Мастер спорта СССР, Заслуженный мастер спорта Украины.

## Достопримечательности
В Топоровцах находится одна из старейших церквей Буковины, образец оборонной церкви — церковь Святого Ильи Пророка (Старая Ильинская церковь) 1560 года постройки и Ильинская церковь 1914 года постройки.

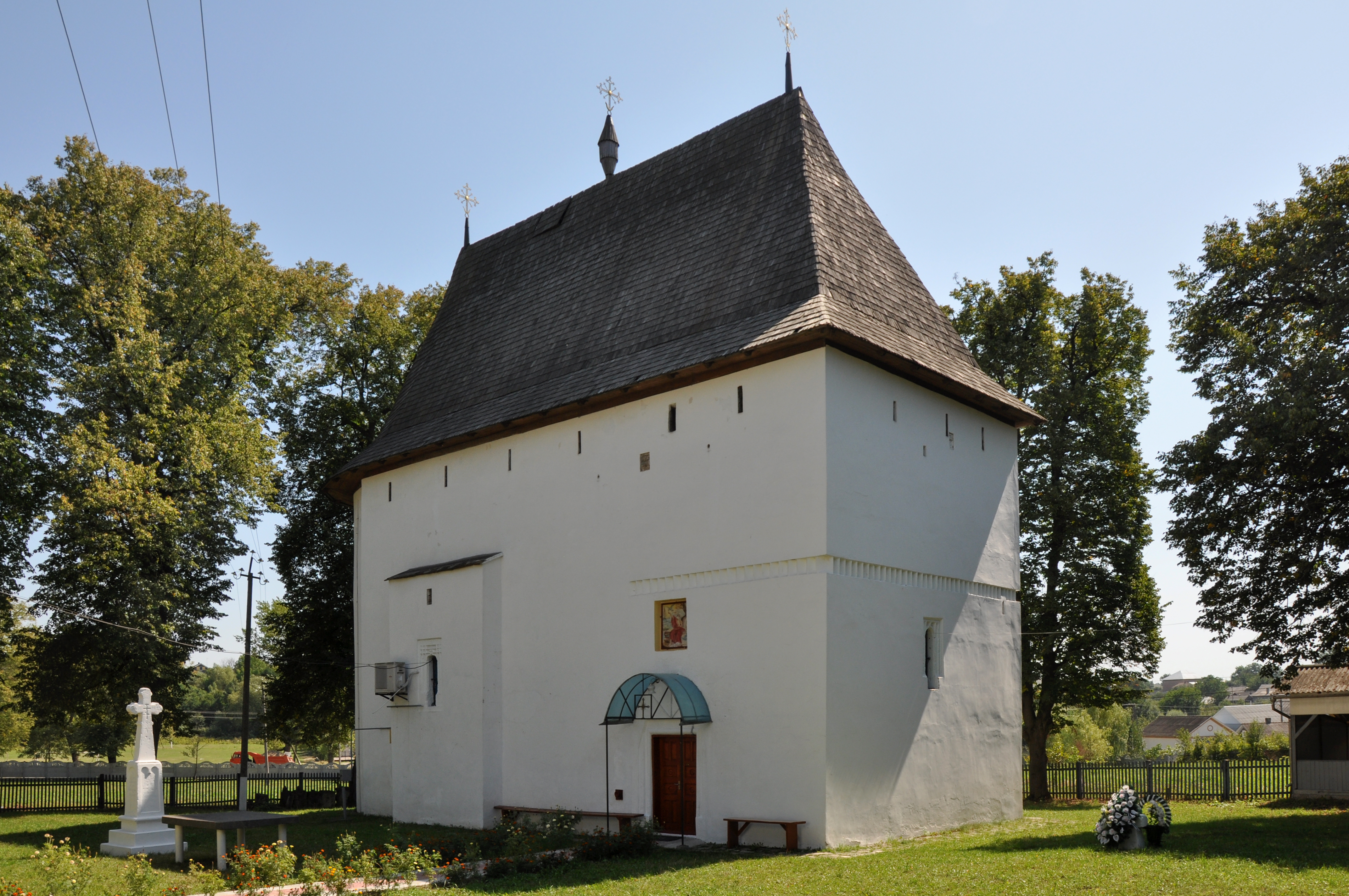
Старая церковь святого Ильи (1560)

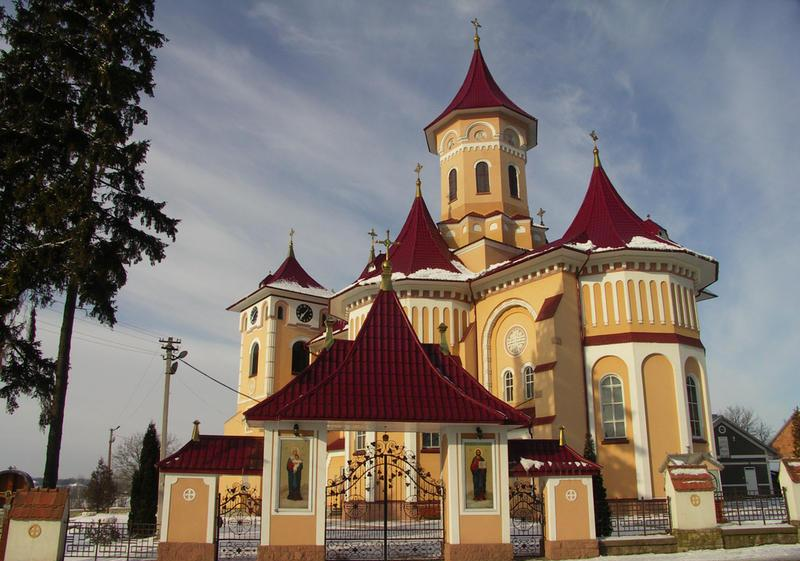
Ильинская церковь (1914)